# São Pedro (Rio Grande do Norte)
São Pedro is een gemeente in de Braziliaanse deelstaat Rio Grande do Norte. De gemeente telt 6.590 inwoners (schatting 2009).